# Kobzos (verseskötet)
A Kobzos (ukránul: Кобзар) Tarasz Hrihorovics Sevcsenko ukrán költő és festőművész első és egyben leghíresebb verseskötete. 

## Első kiadása
Első alkalommal Petr Ivanovics Martosz földbirtokos jelentette meg 1840-ben Szentpéterváron. Sevcsenko Karl Brjullov ajánlására 1839–1840 telén Szentpéterváron lefestette Martoszt, aki ennek során felfedezte a versgyűjtemény kéziratát, és saját költségén kinyomatta. A kötet nagy sikert aratott az értelmiség körében.
Az első kiadásban szereplő versek:
- Думи мої, думи мої, лихо мені з вами
- Перебендя
- Катерина
- Тополя
- Думка
- Нащо мені чорні брови
- До Основ'яненка
- Іван Підкова
- Тарасова ніч

Sevcsenko későbbi versgyűjteményeinek címében szintén szerepel a Kobzos megnevezés.
1847-ben Lev Perovszkij belügyminiszter a művet (több más ukrán nyelvű művel együtt) betiltotta, ezzel egyidejűleg a közoktatási miniszter utasította a cenzori hivatalt, hogy ne engedélyezze a betiltott művek újbóli kinyomtatását.

## Jelentősége
A Kobzos megjelenése mérföldkőnek számít az ukrán kultúra és nyelv számára. Az ukrán irodalom kezdetét Ivan Petrovics Kotljarevszkij Enejida című vígeposzának megjelenésétől számítják; a Kobzos és Sevcsenko következő művei kiteljesítették a folyamatot. A versgyűjtemény, amellyel a költő hozzájárult az ukrán irodalmi nyelv kialakulásához, mindmáig Sevcsenko legismertebb és legolvasottabb műve.
A versgyűjtemény címe alapján Sevcsenkót után "Kobzos" néven emlegetik. A mű címe az ukrán népi énekesek megnevezése, akik jellemzően kobozon játszottak. Az énekek formája a népi énekekét tükrözi.
A kötet megjelent angol, orosz, német, lengyel, francia, szlovén, cseh, örmény, kínai, spanyol, belarusz, bolgár, magyar, japán, kazak, észt nyelven.

## Megzenésítése
Mikola Liszenko ukrán zeneszerző (1842–1912) több mint 80 különböző műfajú zeneművet írt a Kobzos alapján.

## Magyar nyelven
Hidas Antal már az 1930-as években elkezdte Sevcsenko verseinek fordítását, de csak a második világháború után fejezte be. Ez a fordítás orosz nyelvből készült; 2007-ben Balla László az ukrán eredetiből fordította le a művet.

## Fordítás
Ez a szócikk részben vagy egészben  a   Kobsar (Gedichtsammlung) című német Wikipédia-szócikk ezen változatának fordításán alapul.  Az eredeti cikk szerkesztőit annak laptörténete sorolja fel. Ez a jelzés csupán a megfogalmazás eredetét és a szerzői jogokat jelzi, nem szolgál a cikkben szereplő információk forrásmegjelöléseként.